# Germany’s Next Topmodel/Staffel 13
Die 13. Staffel der deutschen Castingshow Germany’s Next Topmodel wurde ab dem 8. Februar 2018 auf dem Privatsender ProSieben ausgestrahlt. Das Finale fand am 24. Mai 2018 im Düsseldorfer ISS Dome statt. Siegerin der Staffel wurde Toni Dreher-Adenuga.

## Überblick
Die 13. Staffel wurde seit dem 8. Februar 2018 ausgestrahlt. Anders als in den vorherigen Staffeln kam die Gewinnerin auf das Titelbild der Zeitschrift Harper’s Bazaar statt auf das Cover der Cosmopolitan. Jury-Mitglieder waren neben Heidi Klum erneut Michael Michalsky und Thomas Hayo. Ebenso gab es wie in den letzten beiden Staffeln zwei Teams, die von Michalsky und Hayo geführt wurden. Als Laufsteg-Trainer für Team Weiß (Michalsky) waren erneut Nikeata Thompson tätig, für Team Schwarz (Hayo) übernahm Papis Loveday diese Aufgabe. Bei einem Casting in München wurden 50 Bewerberinnen von Michalsky und Hayo ausgewählt, diese flogen in die Karibik und mussten dort in einem Fotoshooting mit Rankin und einem Catwalk-Lauf antreten. Klum wählte 29 Kandidatinnen in die nächste Runde.
In Folge 3 bezogen die Models zwei Appartements in Los Angeles, Folge 4 behandelte das obligatorische Umstyling. Caro Daur war Gastjuror in Folge 5. Folge 6 drehte sich um das Thema Musik. Nachdem die Kandidatinnen einen Videofilm gedreht hatten, bei dem die Rapperin Brooke Candy Gastjurorin war, folgte ein zwischen den Teams ausgetragenes Dance-Battle mit Gastjuror Dennis Jauch. Der Abschlusswalk fand als Team-Choreographie zu einem Auftritt von Cro statt. In Folge 10 bezogen die verbliebenen Kandidatinnen eine Villa in Los Angeles. Das Casting für die Werbekampagne zu Gillette Venus wurde in Folge 11 von Christina gewonnen.
Die Kandidatinnen Klaudia und Toni wurden von Klum zur AmfAR-Gala eingeladen. Wolfgang Joop, bereits Jury-Mitglied in Staffel 9 und 10, war in Folge 13 als Gast-Juror eingeladen. In Folge 14 wurden die Teilnehmerinnen mit dem brasilianischen Supermodel Alessandra Ambrosio fotografiert. In der als Halbfinale titulierten Folge 15 fand das Covershooting für die Harper’s Bazaar statt. Den Entscheidungswalk im Haute-Couture-Stil absolvierten die verbliebenen fünf Kandidatinnen in Kleidern von Jean-Paul Gaultier. Christina, Juliana, Pia und Toni wurden von Klum ins Finale gewählt.
Das Finale fand am 24. Mai 2018 im Düsseldorfer ISS Dome statt und wurde um wenige Minuten zeitversetzt auf ProSieben übertragen. Die Show wurde von dem Magier Hans Klok eröffnet. Nach dem Walk mit den bereits aus Folge 14 bekannten Dragqueens schied Christina als Viertplatzierte aus. Es folgte der Walk der Top-20-Kandidatinnen, die Teilnehmerinnen aus Team Thomas liefen während eines Auftrittes von Shawn Mendes, Michalskis Team zu einer Performance von Cro. Der Personality-Award, für den im Internet zwischen jeweils drei von Team Thomas und Team Michael ausgewählte Kandidatinnen abgestimmt werden konnte, gewann Klaudia. Nach einem Vertical Catwalk schied Pia als Drittplatzierte aus. Die verbliebenen zwei Kandidatinnen traten in einem Fotoshooting mit Rankin während eines Auftrittes von Wincent Weiss mit ihm zusammen an. Der Abschlusswalk der beiden fand zu einem Auftritt von Rita Ora statt. Zum Abschluss der Show wurde Toni zur Siegerin der Staffel gekürt.
| Folge | Modeljob für                  | Kurzbeschreibung             |
| ----- | ----------------------------- | ---------------------------- |
| 5     | Sally                         | InStyle Magazine             |
| 6     | Zoe                           | Nylon Magazine               |
| 7     | Toni Sally Pia Julianna Bruna | Deichmann                    |
| 8     | Christina                     | Elle Magazine                |
| 9     | Toni Julianna                 | About You                    |
| 10    | Toni Pia                      | Musikvideo für Wincent Weiss |
| 11    | Christina                     | Gillette Venus x Braun       |
| 13    | Julianna                      | Maybelline New York          |
| 14    | Toni Christina                | Modern Creation München      |

## Teilnehmerinnen
| Finalistinnen der 13. Staffel *                           | Finalistinnen der 13. Staffel * | Finalistinnen der 13. Staffel * | Finalistinnen der 13. Staffel * | Finalistinnen der 13. Staffel *                     | Finalistinnen der 13. Staffel * |
| Teilnehmerin                                              | Platz                           | Alter                           | Wohnort                         | Beruf                                               | Team                            |
| --------------------------------------------------------- | ------------------------------- | ------------------------------- | ------------------------------- | --------------------------------------------------- | ------------------------------- |
| Toni Dreher-Adenuga                                       | 1                               | 17                              | Stuttgart                       | Schülerin                                           | Michael                         |
| Julianna Townsend                                         | 2                               | 19                              | Klein-Winternheim               | Sängerin                                            | Michael                         |
| Pia Riegel                                                | 3                               | 22                              | München                         | Studentin (Marketing- und Kommunikationsmanagement) | Michael                         |
| Christina Peno                                            | 4                               | 21                              | Dudenhofen                      | Einzelhandelskauffrau                               | Thomas                          |
| Endrundenteilnehmerinnen der 13. Staffel *                |                                 |                                 |                                 |                                                     |                                 |
| Teilnehmerin                                              | Platz                           | Alter                           | Wohnort                         | Beruf                                               | Team                            |
| Jennifer Michalczyk                                       | 5                               | 23                              | Niederkassel                    | Studentin (Lehramt)                                 | Thomas                          |
| Sally Haas                                                | 6                               | 17                              | Remscheid                       | Schülerin                                           | Michael                         |
| Sara Leutenegger**                                        | 7                               | 23                              | Zürich                          | Bauzeichnerin                                       | Michael                         |
| Klaudia Giez**                                            | 7                               | 21                              | Berlin                          | Auszubildende Werbekauffrau                         | Michael                         |
| Trixi Giese                                               | 9                               | 18                              | Toulouse                        |                                                     | Thomas                          |
| Zoe Saip                                                  | 10                              | 18                              | Baden bei Wien                  | Schülerin                                           | Thomas                          |
| Victoria Pavlas                                           | 11                              | 19                              | Wien                            | Maturantin                                          | Thomas                          |
| Bruna Rodrigues                                           | 11                              | 24                              | Offenbach am Main               | Hausfrau                                            | Thomas                          |
| Abigail Odoom                                             | 13                              | 20                              | Hürth                           | Studentin                                           | Thomas                          |
| Shari Streich**                                           | 14                              | 23                              | Hamburg                         | Ausbildung zur Schauspielerin                       | Thomas                          |
| Stephanie „Steffi“ Groll                                  | 15                              | 19                              | Starnberg                       | Abiturientin, Model                                 | Thomas                          |
| Anne Volkmann                                             | 16                              | 23                              | Oberasbach                      | Studentin (Business Administration)                 | Michael                         |
| Gerda Lewis**                                             | 17                              | 25                              | Köln                            | Angestellte in einem Fitnessstudio                  | Michael                         |
| Sarah Amiri                                               | 18                              | 18                              | Wolfschlugen                    | Schülerin                                           | Michael                         |
| Isabella Özdemir                                          | 19                              | 22                              | Pfullendorf                     | Justizfachangestellte                               | Michael                         |
| Franziska Schwager                                        | 19                              | 21                              | Hamburg                         | Studentin                                           | Thomas                          |
| Karoline Seul**                                           | 21                              | 19                              | Wesel                           | Abiturientin                                        | Thomas                          |
| Cindy Valèrie Wersche                                     | 22                              | 23                              | München                         | Flugbegleiterin                                     | Thomas                          |
| Elisabeth „Lis“ Kanzler                                   | 22                              | 22                              | Pfaffenhofen an der Ilm         | Studentin                                           | Thomas                          |
| Julia Freimuth                                            | 24                              | 17                              | Plattling                       | Verkäuferin                                         | Michael                         |
| Liane Polt**                                              | 25                              | 17                              | Tirol                           | Schülerin                                           | Thomas                          |
| Lania Barzanji                                            | 26                              | 21                              | Hamm                            | Zahnmedizinische Fachangestellte                    | Thomas                          |
| Viktoria Wendell                                          | 26                              | 21                              | Detmold                         | Studentin (International Business)                  | Michael                         |
| Ivana Rajić-Hrnjić***                                     | 26                              | 22                              | Bad Wildungen                   | Verkäuferin                                         | Michael                         |
| Selma Toroy**                                             | 29                              | 24                              | Nürnberg                        | Reinigungskraft                                     | Michael                         |
| * Stand der Angaben zu den Teilnehmerinnen: Staffelbeginn |                                 |                                 |                                 |                                                     |                                 |
| ** Im Shoot-Out unterlegen                                |                                 |                                 |                                 |                                                     |                                 |
| *** Freiwillig ausgestiegen                               |                                 |                                 |                                 |                                                     |                                 |

## Nachwirkungen
- Durch ihren Sieg erhält Toni einen Modelvertrag mit der Agentur ONEeins fab Management, einen Opel Adam, sowie ein Preisgeld in Höhe von 100.000 Euro. Zusätzlich ist sie auf dem Titelblatt der Juniausgabe von Harper’s Bazaar zu sehen.
- Gerda Lewis nahm 2019 am RTL-Format Die Bachelorette teil.
- Sally Haas nahm 2019 am pro7/Sat1-Format Voice of Germany teil.
- Klaudia Giez nahm 2019 am RTL-Format Dancing on Ice teil.
- Zoe Saip nahm 2020 am RTL2-Format Kampf der Realitystars – Schiffbruch am Traumstrand teil.

## Einschaltquoten
Der Marktanteil in der werberelevanten Zielgruppe der vierten Folge war der höchste Wert seit dem Finale 2013. Die in der folgenden Woche ausgestrahlte Folge erreichte den schwächsten Marktanteil seit April 2016.
| Folge | Datum            | Zuschauer        | Zuschauer     | Marktanteil      | Marktanteil   | Quelle |
| Folge | Datum            | Durchschnittlich | 14 – 49 Jahre | Durchschnittlich | 14 – 49 Jahre | Quelle |
| ----- | ---------------- | ---------------- | ------------- | ---------------- | ------------- | ------ |
| 1     | 8. Februar 2018  | 2,22 Mio.        | 1,52 Mio.     | 8,2 %            | 16,7 %        | [ 10 ] |
| 2     | 15. Februar 2018 | 2,38 Mio.        | 1,74 Mio.     | —                | 17,2 %        | [ 11 ] |
| 3     | 22. Februar 2018 | 2,11 Mio.        | 1,48 Mio.     | 7,4 %            | 14,6 %        | [ 12 ] |
| 4     | 1. März 2018     | 2,85 Mio.        | 2,05 Mio.     | —                | 21,0 %        | [ 13 ] |
| 5     | 8. März 2018     | 2,25 Mio.        | 1,58 Mio.     | —                | 14,4 %        | [ 14 ] |
| 6     | 15. März 2018    | 2,17 Mio.        | 1,49 Mio.     | —                | 14,9 %        | [ 15 ] |
| 7     | 22. März 2018    | —                | 1,60 Mio.     | —                | 16,8 %        | [ 16 ] |
| 8     | 29. März 2018    | 1,79 Mio.        | 1,12 Mio.     | 6,0 %            | 12,5 %        | [ 17 ] |
| 9     | 5. April 2018    | 2,28 Mio.        | 1,47 Mio.     | —                | 14,7 %        | [ 18 ] |
| 10    | 12. April 2018   | 2,22 Mio.        | 1,59 Mio.     | 7,5 %            | 16,7 %        | [ 19 ] |
| 11    | 19. April 2018   | 2,20 Mio.        | 1,51 Mio.     | —                | 18,4 %        | [ 20 ] |
| 12    | 26. April 2018   | 2,22 Mio.        | 1,51 Mio.     | 7,7 %            | 16,2 %        | [ 21 ] |
| 13    | 3. Mai 2018      | 2,29 Mio.        | 1,55 Mio.     | 8,0 %            | 16,2 %        | [ 22 ] |
| 14    | 10. Mai 2018     | 2,34 Mio.        | 1,53 Mio.     | 8,0 %            | 16,4 %        | [ 23 ] |
| 15    | 17. Mai 2018     | 2,32 Mio.        | 1,50 Mio.     | 8,4 %            | 17,1 %        | [ 24 ] |
| 16    | 24. Mai 2018     | 2,64 Mio.        | 1,79 Mio.     | 10,3 %           | 21,1 %        | [ 25 ] |
| ⌀     | ⌀                | 2,38 Mio.        | 1,62 Mio.     | 8,1 %            | 16,9 %        | [ 26 ] |

## Let’s Face Reality – Vom Laufsteg ins Leben
Zum Halbfinale, am 17. Mai 2018, wurde von ProSieben die vierteilige Webserie Let’s Face Reality – Vom Laufsteg ins Leben veröffentlicht. Sie hat eine Laufzeit von ungefähr 45 Minuten pro Folge. Sieben ehemalige GNTM-Teilnehmerinnen werden bei ihrem Model-Alltag begleitet, deren berufliche und private Seite gezeigt, und so Einblicke hinter die Kulissen des Modelbusiness ermöglicht.